# Where Them Girls At
《Where Them Girls At》（又名：Where Dem Girls At?）是法國DJ大卫·库塔和美國嘻哈饒舌歌手妮琪·米娜及佛罗·里达合作的一首單曲。單曲於2011年5月2日由維京唱片發行，作為庫塔第5張專輯《舞動全世界》的主打歌。單曲原只有庫塔與佛羅·里達合作，妮琪·米娜則是後來才加入合作行列的。这首歌曲在发售之前曾经因为电脑黑客而泄露它的無伴奏合唱版本，故庫塔與唱片公司後決定將單曲較原計畫搶先推出，並請一位原於五角大廈的工作的員工調查這件事。這首歌的音樂影片於2011年5月於洛杉磯拍攝，於2011年6月28日推出。

## 背景
庫塔在2010年已與佛羅·里達合作過數遍，包括佛羅·里達的專輯《唯我獨尊-1》與《舞力全開3D》的原聲帶。他們在2010年時已決定，庫塔要為佛羅·里達製作他的單曲《Club Can't Handle Me》，佛羅·里達亦要為《舞動全世界》中的其中一首歌演唱。庫塔後也決定要與妮琪·米娜合作，雖然妮琪·米娜想個人獨唱一首歌曲，但她在聽完《Where Them Girls At》後也答應演唱這首歌。妮琪·米娜亦有演唱《舞動全世界》的另一首暢銷單曲《Trun Me On》。這首歌錄製時曾遭電腦黑客藉由Wi-Fi的連接獲取歌曲較先期的版本。黑客將截取的資料自行重新製作歌曲並偽裝成庫塔的新單曲公佈在網路上。因此事件，庫塔與唱片公司決定要將這首歌較原計畫提前發行，並僱用一名原於五角大廈工作的調查員調查此件事。2011年3月庫塔接受MTV的訪問，他表示這首歌原本計畫於8月專輯發行後才發行。歌曲的音樂影片則於2011年5月於加州洛杉磯拍攝，於6月28日推出。

## 商業表現
《Where Them Girls At》在歐洲各地都登上了排行榜前幾名的位置。在英國單曲排行榜中，單曲最高達到第3名。在美國，單曲在告示牌百強單曲榜中達到第14名，不到一週即銷售出160,000支單曲。截至2011年9月，單曲在美國更是累計銷售超過1百萬支，並獲得美國唱片業協會授予的白金獎認證。

## 音樂影片
在2011年6月28日，單曲的音樂影片在Facebook一個名為「David Guetta Turkiye」的粉絲專頁上搶先播出，並在同日發布至YouTube與VEVO上。大衛·庫塔、妮琪·米娜及佛罗·里达皆有在音樂影片中出現。影片內容主要是庫塔在一座建築物的頂樓上用音響跟著節奏製造肥皂泡，被肥皂泡碰到的女性就會開始跳起奇怪的舞蹈。庫塔在影片中手戴著Ice-Watch的手錶，並使用Sony Ericsson Xperia Play拍照。

## 音軌
| - 數位下載－單曲 1. 《Where Them Girls At》－3:14 - 數位下載－器樂版 1. 《Where Them Girls At》（Instrumental）－3:14 - 數位下載－重混EP 1. 《Where Them Girls At》（Sidney Samson Remix）－5:12 2. 《Where Them Girls At》（Afrojack Remix）－6:26 3. 《Where Them Girls At》（Nicky Romero Remix）－5:28 4. 《Where Them Girls At》（Gregori Klosman Remix）－6:17 5. 《Where Them Girls At》（Daddy's Groove Remix）－6:19 6. 《Where Them Girls At》（Tim Mason Remix）－4:36 - 12吋單曲 1. 《Where Them Girls At》（Sidney Samson Remix）－5:12 2. 《Where Them Girls At》（Afrojack Remix）－6:26 3. 《Where Them Girls At》（Nicky Romero Remix）－5:28 4. 《Where Them Girls At》（Gregori Klosman Remix）－6:17 | - 德國CD單曲 1. 《Where Them Girls At》－3:14 2. 《Where Them Girls At》（Sidney Samson Remix Edit）－3:34 - 德國重混EP 1. 《Where Them Girls At》（Sidney Samson Remix）－5:12 2. 《Where Them Girls At》（Afrojack Remix）－6:26 3. 《Where Them Girls At》（Nicky Romero Remix）－5:28 4. 《Where Them Girls At》（Gregori Klosman Remix）－6:17 5. 《Where Them Girls At》（Daddy's Groove Remix）－6:19 6. 《Where Them Girls At》（Tim Mason Remix）－4:36 7. 《Where Them Girls At》（Extended Mix）－6:34 |

## 排行排行与销售认证
| 榜单（2011年）                       | 最高 排位 |
| ------------------------------------ | --------- |
| 澳大利亚（澳大利亚唱片业协会單曲榜） | 6         |
| 奥地利（Ö3四十强单曲榜）             | 3         |
| 比利时佛兰德（Ultratop五十强单曲榜） | 4         |
| 比利时瓦隆（Ultratop五十强单曲榜）   | 2         |
| 加拿大（Canadian Hot 100）           | 3         |
| 捷克（電台百強單曲榜）               | 12        |
| 丹麥（Hitlisten单曲榜）              | 9         |
| 芬兰（芬蘭官方單曲榜）               | 5         |
| 法国（法國唱片出版業公會單曲榜）     | 4         |
| 德国（德國官方單曲榜）               | 5         |
| 匈牙利（四十强电台榜）               | 8         |
| 愛爾蘭（愛爾蘭唱片音樂協會单曲榜）   | 5         |
| 意大利（意大利音乐产业联盟单曲榜）   | 3         |
| 日本（Japan Hot 100）                | 63        |
| 黎巴嫩（黎巴嫩官方二十强音乐榜）     | 6         |
| 卢森堡（《告示牌》）                 | 1         |
| 荷兰（荷蘭四十強單曲榜）             | 28        |
| 新西兰（新西兰唱片音乐协会单曲榜）   | 6         |
| 挪威（世道單曲榜）                   | 4         |
| 波蘭（波蘭五十強舞曲榜）             | 12        |
| 波兰（波兰新电台榜）                 | 5         |
| 罗马尼亚（罗马尼亚百强单曲榜）       | 46        |
| 蘇格蘭（官方榜单公司單曲榜）         | 1         |
| 斯洛伐克（電台百強單曲榜）           | 8         |
| 西班牙（西班牙音樂製作協會）         | 10        |
| 瑞典（瑞典最熱榜）                   | 7         |
| 瑞士（瑞士热门音乐榜）               | 3         |
| 英國（官方榜单公司單曲榜）           | 3         |
| 英國（官方榜单公司舞曲榜）           | 2         |
| 美国（《告示牌》百大單曲榜）         | 14        |
| 美國（《告示牌》Dance Club Songs）   | 10        |
| 美國（《告示牌》Hot Rap Songs）      | 24        |
| 美國（《告示牌》Pop Airplay）        | 13        |
| 美國（《告示牌》Rhythmic Songs）     | 22        |

| 榜单（2011年）                       | 排位 |
| ------------------------------------ | ---- |
| 澳大利亞（澳大利亞唱片業協會單曲榜） | 55   |
| 德國（媒体控制榜）                   | 39   |
| 匈牙利（四十強電台榜）               | 36   |
| 紐西蘭（紐西蘭唱片音樂協會）         | 49   |
| 波蘭（波蘭五十強舞曲榜）             | 24   |
| 西班牙（西班牙音樂製作協會）         | 27   |
| 瑞士（瑞士熱門音樂榜）               | 41   |
| 英國（官方榜單公司單曲榜）           | 31   |
| 美國（《告示牌》百強單曲榜）         | 88   |

| 地區                                                       | 认证    | 认证单位/销量 |
| ---------------------------------------------------------- | ------- | ------------- |
| 澳大利亚（澳大利亚唱片业协会）                             | 2× 白金 | 140,000^      |
| 奥地利（國際唱片業協會奧地利分會）                         | 金      | 15,000*       |
| 比利时（比利時唱片音樂協會）                               | 金      | 15,000*       |
| 德国（聯邦音樂產業協會）                                   | 金      | 150,000^      |
| 意大利（意大利音乐产业联盟）                               | 白金    | 30,000*       |
| 墨西哥（墨西哥音像製品協會）                               |         | 30,000*       |
| 新西兰（新西兰唱片音乐协会）                               | 金      | 7,500*        |
| 西班牙（西班牙音樂製作協會）                               | 金      | 20,000*       |
| 瑞典（瑞典唱片業協會）                                     | 白金    | 40,000‡       |
| 瑞士（國際唱片業協會瑞士分会）                             | 白金    | 30,000^       |
| 英国（英国唱片业协会）                                     | 白金    | 528,000       |
| 美国（美國唱片業協會）                                     | 白金    | 1,600,000     |
| *僅含認證的實際銷量 ^僅含認證的出貨量 ‡僅含認證的+實際銷量 |         |               |